# 광교호수초등학교
광교호수초등학교(光敎湖水初等學校)는 대한민국 경기도 수원시 영통구에 있는 공립 초등학교이다.

## 연혁
- 2018년 6월 1일 : 개교

## 참고 자료
- 광교 호수초등학교 - 한국교육학술정보원 학교알리미